# Futebol Clube de Felgueiras
O Futebol Clube de Felgueiras foi um clube português localizado no concelho de Felgueiras, distrito do Porto. O clube foi fundado a 8 de Maio de 1932 e no seu lugar nasceu em 2006 com a designação Clube Académico de Felgueiras. Voltou à denominação original em 2012. Os seus jogos em casa eram disputados no Estádio Dr. Machado de Matos.

## História
O Futebol Clube de Felgueiras foi fundado em 1932 em Felgueiras, foi o principal clube da cidade, encontrando-se filiado na Associação de Futebol do Porto, fazendo o seu percurso desportivo ao longo da sua história de vida essencialmente nas divisões do futebol distrital daquela região.
A partir da década de 80, o FC Felgueiras intensificou a sua luta nos campeonatos nacionais de futebol. Na temporada 1982/83 conseguiu o seu primeiro grande feito com expressão nacional quando venceu a sua série na 3ª Divisão Nacional e garantiu a presença na 2ª Divisão Nacional.
Na época de 1991/92 o FC Felgueiras sob o comando de Mário Reis foi o vencedor da Zona Norte da 2ª Divisão B, garantindo dessa forma o acesso à 2ª Divisão de Honra. Foi na década de 90 que o clube felgueirense esteve no culminar da sua história, pois escassos anos após ter conseguido chegar ao segundo patamar do futebol português, atingiu na época de 1995/96 um lugar na 1ª Divisão Nacional.
De certa forma surpreendentemente, a equipa então treinada por Jorge Jesus conquistou o 3º lugar na tabela classificativa do Campeonato Nacional da 2ª Divisão de Honra da temporada de 1994/95, garantindo a última vaga que permitia o acesso à 1ª Divisão Nacional.
Na sua participação no Campeonato Nacional da 1ª Divisão da época de 1995/96 o FC Felgueiras chegou a ser o clube sensação, realizando uma primeira volta notável, posicionando-se sempre nos lugares da frente da tabela classificativa. Contudo, a segunda volta da prova foi de tal forma desastrosa que acabou regressar à 2ª Divisão de Honra, depois de perder imensos pontos. Os pontos brilhantemente ganhos no decorrer da primeira parte do Campeonato Nacional não foram suficientes para compensar a 2º volta desastrosa, não evitando a descida de divisão.
O clube foi então extinto no ano de 2005. No ano de 2006, em sua substituição foi fundado o Clube Académico de Felgueiras (CAF) que mais tarde, em 2012, viria a fundir-se com o nome original dando origem ao atual clube o Futebol Clube de Felgueiras 1932 (FCF 1932).